# Гасуха Олена Миколаївна
 Олена Миколаївна Гасуха (Самсо́нова; нар. 22 квітня 1980, Луганськ) — українська волейболістка, Майстер спорту України міжнародного класу.

## Із біографії
Народилася 22 квітня 1980 (м. Луганськ), зріст — 193 см, гравчиня 2-го темпу. 
У команді «Дженестра» з 2000 р., до того у 1994—99 виступала за луганську «Іскру», у складі якої стала чемпіонкою України-99 і бронзовою призеркою-98, призеркою Кубка ЄКВ-99. 
У складі «Динамо-Дженестра» — чемпіонка України 2001, 2002, 2003, 2004, володарка Кубка України 2001, 2002, 2003 р.р., призерка Кубка Топ-команд Європи-2001, головна приймаюча під час подач суперника гравчиня команди, ударна сила, добре діє на передній лінії, найкраща гравчиня останнього туру чемпіонату-2002 в Одесі. Найкраща гравчиня «Дженестри» 2002 року за визначенням газети «Одеса-Спорт». 
Гравчиня збірної України. 
Навчалася в СДЮШОР № 1 міста Луганська, тренерка Лапигіна Любов Кирилівна. Одружена. 
З 2004 року захищала кольори іноземних клубів.
2017 року разом з Марією Александровою, Оленою Сидоренко, Тетяною Вороніною, Іриною Жуковою, Оленою Козиряцькою та ін. виступала за команду ветеранів «Прометей» (Кам'янське).

## Клуби
| Роки      | Команди                      |
| --------- | ---------------------------- |
| 1998—1999 | «Іскра» (Луганськ)           |
| 2000—2004 | «Джінестра» (Одеса)          |
| 2004—2005 | «Вакіфбанк» (Стамбул)        |
| 2006—2007 | «Волеро» (Цюрих)             |
| 2007—2008 | «Вакіфбанк» (Стамбул)        |
| 2008—2009 | «Автодор-Метар» (Челябінськ) |
| 2009—2010 | «Джінестра» (Одеса)          |
| 2010—2011 | «Галичанка» (Тернопіль)      |
| 2011—2012 | «Бешикташ» (Стамбул)         |